# Wei Shihao (Fußballspieler)
Wei Shihao (chinesisch: 韦世豪; Pinyin: Wéi Shìháo; * 8. April 1995 in Bengbu) ist ein chinesischer Fußballspieler, der seit 2024 bei Chengdu Rongcheng FC in der Chinese Super League unter Vertrag steht.

## Karriere

### Verein
Wei Shihao begann seine Fußballkarriere, als er 2005 der Jugendakademie von Shandong Luneng (später: Shandong Taishan) beitrat. Er galt als Spieler mit großem Potenzial und wurde in einem Artikel des Bleacher Report mit dem Titel "Eight Teenagers Who Should Be on Every Big Club's Radar" (Acht Teenager, die jeder große Verein auf dem Radar haben sollte) erwähnt.
Im September 2013 weigerte sich Wei, einen Profivertrag bei Shandong zu unterschreiben, und wechselte stattdessen ablösefrei in die Jugendakademie des Segunda-Liga-Vereins Boavista Porto. Im Juni 2014 unterzeichnete er einen neuen Zweijahresvertrag und wurde in die erste Mannschaft berufen, deren Antrag auf Teilnahme an der Primeira Liga, der höchsten Liga im portugiesischen Fußballligasystem, genehmigt wurde. Am 14. September 2014 gab Wei beim 1:0-Sieg gegen Académica de Coimbra sein Debüt für den Verein, als er in der 50. Minute für Christian Pouga eingewechselt wurde. Am 15. Juli 2015 wechselte Wei zum Segunda-Liga-Verein CD Feirense. Sein Debüt für den Verein gab er am 30. August 2015 beim 1:1-Unentschieden gegen Sporting Covilhã. Am 31. Dezember 2015 wechselte Wei zum ebenfalls zweitklassigen Verein Leixões. Sein Debüt für den Verein gab er am 27. Januar 2016 bei der 0:4-Niederlage gegen Belenenses in der Taça da Liga 2015/16.
Am 25. Februar 2017 verlängerte Wei seinen Vertrag mit dem Verein bis zum 30. Juni 2018 und wurde für die Saison 2017 an den chinesischen Erstligisten Shanghai SIPG ausgeliehen. Nachdem er von der Leihe zurückkam, wechselte er am 7. Januar 2018 zum chinesischen Erstligisten Beijing Guoan. Am 26. September 2018 erzielte er beim 3:0-Auswärtssieg gegen Guangzhou Evergrande im Halbfinal-Rückspiel des chinesischen Fußball-Pokals zwei Tore und sicherte Guoan damit den 8:1-Gesamtsieg und die erstmalige Qualifikation für das Finale seit 2003. Am 30. November gewann er mit Guoan den chinesischen FA-Pokal 2018 und damit die erste große Trophäe des Vereins seit neun Jahren, kam aber weder im Finalhinspiel noch im Finalrückspiel zum Einsatz.
Am 2. Februar 2019 wechselte Wei zum Ligakonkurrenten Guangzhou Evergrande. Dort etablierte er sich als Stammspieler und gewann mit dem Verein die chinesische Meisterschaft in derselben Saison. 2023 wechselte er, nachdem er dem in der vorherigen Spielzeit abgestiegenen Guangzhou Evergrande verlassen hat, zum Wuhan Three Towns FC. 2024 wechselte er nochmal, diesmal zu Chengdu Rongcheng nach Chengdu.

### Nationalmannschaft
Wei Shihao kam ab 2011 angefangen bei der U-17 in allen chinesischen U-Mannschaften zum Einsatz. 2014 gehörte er zum Kader bei der U-19-Asienmeisterschaft 2014 in Myanmar, kam dort in allen vier Spielen zum Einsatz und konnte zwei Tore erzielen. Mit der U-23-Auswahl nahm er zunächst im Januar 2018 an der Asienmeisterschaft in China (drei Einsätze, ein Tor) und im August 2018 am Fußballturnier der Asienspiele in Indonesien (vier Einsätze, vier Tore) teil.
Wei debütierte am 9. Dezember 2017 für die chinesische Nationalmannschaft beim 2:2-Unentschieden gegen Südkorea bei der Ostasienmeisterschaft 2017, wobei er sein erstes Länderspieltor erzielte. Nach dem Turnier kam er sporadisch immer mal wieder zu Einsätzen, bevor er im Zuge der WM-Qualifikation 2022 nun häufiger auf dem Platz stand. Davor hatte er bereits zum chinesischen Kader für die Asienmeisterschaft 2019 in den Vereinigten Arabischen Emiraten gehört, kam jedoch nicht zum Einsatz. Am 12. Dezember 2023 wurde Wei in den Kader Chinas für den Asienmeisterschaft 2024 in Katar berufen. Sein Debüt im Wettbewerb gab er bei der 0:1-Niederlage gegen Gastgeber Katar im letzten Gruppenspiel, konnte aber das Ausscheiden der Mannschaft in der Gruppenphase nicht verhindern.

## Erfolge
- Chinese Super League (1. Liga): 2019
- Chinesischer Fußballpokal: 2018
- Chinese FA Super Cup: 2023